# زدراوکو کریوکاپیچ
زدراوکو کریوکاپیچ (سیریلیک صربی: Здравко Кривокапић؛ زادهٔ ۲ سپتامبر ۱۹۵۸) استاد مهندسی مکانیک و سیاست‌مدار اهل مونته‌نگرو است. وی از ۴ دسامبر ۲۰۲۰ به عنوان نخست‌وزیر مونته‌نگرو منصوب شده‌است. وی نخستین سیاستمدار مستقل غیرحزبی است که این سمت را احراز کرده‌است.